# Liste der Kulturgüter in Grimisuat
Die Liste der Kulturgüter in Grimisuat enthält alle Objekte in der Gemeinde Grimisuat im Kanton Wallis, die gemäss der Haager Konvention zum Schutz von Kulturgut bei bewaffneten Konflikten, dem Bundesgesetz vom 20. Juni 2014 über den Schutz der Kulturgüter bei bewaffneten Konflikten sowie der Verordnung vom 29. Oktober 2014 über den Schutz der Kulturgüter bei bewaffneten Konflikten unter Schutz stehen.
Objekte der Kategorie A sind im Gemeindegebiet nicht ausgewiesen, Objekte der Kategorie B sind vollständig in der Liste enthalten, Objekte der Kategorie C fehlen zurzeit (Stand: 1. Januar 2023).

## Kulturgüter
| Foto |                                                                                  | Objekt                                                                                     | Kat. | Typ | Standort                          | Beschreibung |
| ---- | -------------------------------------------------------------------------------- | ------------------------------------------------------------------------------------------ | ---- | --- | --------------------------------- | ------------ |
| ja   | Datei hochladen · Wikidata zu Pfarrhaus (altes Schloss) mit Speicher (Q29892194) | Pfarrhaus (altes Schloss) mit Speicher / Cure (ancien château) avec raccard KGS-Nr.: 06770 | B    | G   | Rue de Périget 14 595759 / 123280 |              |
| ja   | Datei hochladen · Wikidata zu St. Pancrace Kirche (Q29892195)                    | Kirche Saint-Pancrace / Église Saint-Pancrace KGS-Nr.: 06771                               | B    | G   | Route des Combes 595908 / 123159  |              |